# Artawaz
Artawaz – wieś w Armenii, w prowincji Kotajk. W 2011 roku liczyła 467 mieszkańców.